# 古德休鎮區 (明尼蘇達州古德休縣)
古德休鎮區（英語：Goodhue Township）是位於美國明尼蘇達州古德休縣的一個行政鎮區。

## 地方資料
古德休鎮區的面積為90.51平方千米，當中陸地面積為90.51平方千米，而水域面積為0.00平方千米。根據2020年美國人口普查的數據，當地共有人口542人，而人口密度為每平方千米5.99人。